# Askje Hedlehaug

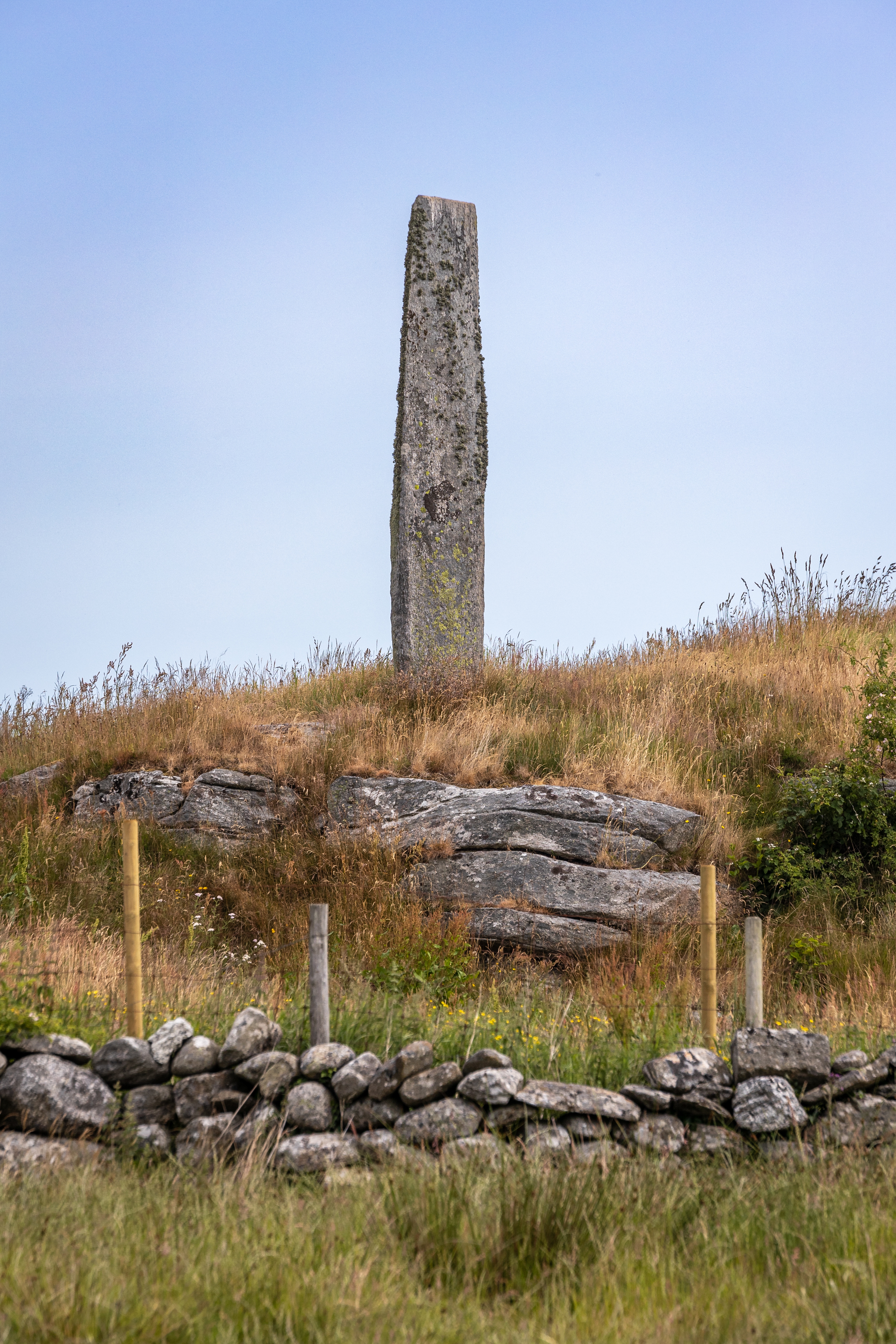
Bautastein Askje Hedlehaug

Der Bautastein von Askje Hedlehaug steht am Askjevejen auf der Südhalbinsel von Mosterøy oder Mosterøya, südwestlich von Vikevåg nördlich von Stavanger im Fylke Rogaland in Norwegen.
Der etwa 4,0 m hohe Stein befindet sich auf einem felsigen Hügel mit größeren Felsen in der Nähe. Er steht gerade und ist aus großer Entfernung sichtbar.
Der Menhir hat einen fast rechteckigen Querschnitt mit einer gerade abgeschnittenen Spitze. Er ist an der Basis etwa 75 cm breit und wird oben etwas schmaler und ist etwa 25 cm dick.
Etwa 1,5 km nördlich steht der etwa 5,0 m hohe Bautastein von Hedlehaugen.